# Mrchopěvci
Román Mrchopěvci je knižní debut českého spisovatele Jana Křesadla (vlastním jménem Václav Pinkava). Kniha vyšla v roce 1984 v Torontu a pak v roce 1990 v Praze. Do Křesadlových děl se často promítala jeho profese psychologa zaměřeného na sexuální deviace.
Autor knihu psal v létě roku 1980 v psychiatrické klinice v Colchesteru, kniha však vyšla až v exilovém nakladatelství 68 Publishers. Jedná se o pozdní vstup do literatury, jelikož v době dokončení díla bylo autorovi přes padesát let. Kniha Mrchopěvci získala literární Cenu Egona Hostovského.

## Obsah
Román ukazuje prostředí lidí z okraje společnosti a reflektuje období komunismu 50. let. Je složený celkem z 20 kapitol (tzn. Hlava I. – Hlava XIX. a Intermezzo).
Hlavní postavou díla je Zderad s rodinou, který je společně s dalšími třemi muži zpěvákem pohřebního sboru. Tento sbor je nazván mrchopěním. Zderad je však opakovaně neznámým mužem napaden a vydírán Ódou na Stalina, kterou kdysi napsal v řečtině na gymnáziu, a nucen k homosexuální prostituci. Zderad později zjistí, kým neznámý muž je (dr. Skomelný), a nakonec jsou i s manželkou dohnáni k jeho vraždě.

## Interpretace
Román můžeme číst a interpretovat různě. Jedním z možných způsobů je doslovné čtení a to jako kriminálně-pornografický román. V časopisu Svědectví je označen jako hybridní dílko. Spojuje naturalismus, detektivní příběh, sociální román, okultismus, měkkou pornografii a nadromán. Jako autenticky působící označuje autorovo vložení řečtiny, latiny, francouzštiny a romštiny, dále pak autorovy znalosti muzikologie, psychopatologie a zoologie. Knihu můžeme vnímat také jako alegorii. Jan Čulík píše, že Mrchopěvci působí jako politický protest, přesněji v kontextů jeho motivů (degenerace, znásilňování, prostituce) jako metafora stalinského režimu. Podobně se vyjadřuje Petr Hanuška v časopisu Tvar. Joanna Czaplińska totalitu přirovnává ke Skomelnému a Zderada ke společnosti, která se vzdává myšlenek na vzpouru a nechává se zotročit – tím je tedy v díle tvořena alegorie stalinského období.
Další možnost interpretace díla je použití termínu „groteskní alegorie“. V díle se objevuje mnoho podob groteskna. Příkladem je karikaturní vzhled postav nebo bizarní formy.
Jan Schneider přirovnává Mrchopěvce ke Kunderově Žertu. Joanna Czaplińská však nevnímá Mrchopěvce jako polemiku s Kunderovým dílem, ale spíše jako další variantu podobného příběhu.
Román se vyznačuje promyšlenou prací s jazyky. Nápadný je ostrý protiklad mezi slavnou tradicí (klasické jazyky) a vysmívanou současností, přičemž se ale objevují také styčné bod, neboť posměšná óda na Stalina je napsána pomocí klasického metra a klasických jazyků. Romština, v románu nazývaná cikánština, má – u samotných Romů, ale také u hrdiny Zderada, který jazyk „podivuhodně“ zná – úlohu jazyka svobody a spontánnosti, ale současně se pojí se stigmatizací a odmítáním ze strany společnosti. Zvláštní postavení má němčina, která je jazykem spojeným se sexuální patologií a ironickou psychoanalytickou interpretací sexuality.